# Ryggskott
[källa behövs]
Ryggskott eller akut lumbago, innebär tillfällig ryggsmärta som kan vara väldigt smärtsam. Smärtan kan komma på hastigt eller mera gradvis. Prognosen är oftast mycket god, 60% är helt smärtfria inom 2 veckor och 80-90% inom 3 månader. 80% av alla människor drabbas av ryggsmärta någon gång i livet. 
Ofta är det olika typer av lyft eller rörelser som utlöser smärtan. Inte sällan kan den komma i samband med uppstigning på morgonen. Orsaken är oftast okänd. Smärtan är oftast lokaliserad någonstans mellan nedersta revbenet och nedre delen av skinkorna, glutealvecken, men kan stråla fram i magen och ner i ljumskarna. I början gör det ofta väldigt ont att röra sig; vanligt är att framåtböjning av ryggen samt sittande är smärtsamt. 
Smärtintensiteten kan variera, från handikappande till lättare problem. 
Behandling
Självläker i de allra flesta fall helt utan särskilda åtgärder. De viktigaste råden är att försöka vara så aktiv man kan och undvika att vara sängliggande för mycket. Små korta promenader är ofta gynnsamt. Om man inte är bra på några veckor bör man söka vård hos läkare eller sjukgymnast.
Man kan smärtlindra med NSAID och paracetamol. 
För fördjupning, se artikel om ländryggssmärta.